# Lepidonotothen
Lepidonotothen – rodzaj ryb z rodziny nototeniowatych (Nototheniidae).

## Systematyka
Gatunki zaliczane do tego rodzaju:
- Lepidonotothen kempi (Norman, 1937)
- Lepidonotothen squamifrons (Günther, 1880) – skwama[3], nototenia skwama[3]